# Conus stramineus
Conus stramineus is een in zee levende slakkensoort uit het geslacht Conus. De slak behoort tot de familie Conidae. Conus stramineus werd in 1810 beschreven door Jean-Baptiste de Lamarck. Net zoals alle soorten binnen het geslacht Conus zijn deze slakken roofzuchtig en giftig. Zij bezitten een harpoenachtige structuur waarmee ze hun prooi kunnen steken en verlammen.